# Sandaloeca lathraea
Sandaloeca lathraea är en fjärilsart som beskrevs av Edward Meyrick 1920. Sandaloeca lathraea ingår i släktet Sandaloeca och familjen säckmalar. Inga underarter finns listade i Catalogue of Life.